# AFC Ajax in het seizoen 2014/15 (vrouwen)
Het seizoen 2014/2015 is het 3e jaar in het bestaan van de Amsterdamse vrouwenvoetbalclub AFC Ajax. De club kwam uit in de Women's BeNe League en heeft deelgenomen aan het toernooi om de KNVB beker.

## Wedstrijdstatistieken

### Women's BeNe League
|       | ADO Den Haag | RSC Anderlecht | Club Brugge | AA Gent | sc Heerenveen | Lierse SK | OH Leuven | PEC Zwolle | PSV/FC Eindhoven | Standard Luik | Telstar | FC Twente |
| ----- | ------------ | -------------- | ----------- | ------- | ------------- | --------- | --------- | ---------- | ---------------- | ------------- | ------- | --------- |
| Thuis | 3 – 1        | 1 – 4          | 1 – 2       | 5 – 1   | 1 – 0         | 3 – 0     | 3 – 0     | 3 – 1      | 2 – 1            | 0 – 2         | 1 – 0   | 0 – 2     |
| Uit   | 1 – 6        | 1 – 1          | 0 – 3       | 0 – 2   | 0 – 3         | 0 – 3     | 0 – 3     | 1 – 6      | 2 – 2            | 1 – 0         | 0 – 1   | 0 – 1     |

### KNVB beker
| Achtste finale                            | DTS Ede                                                   | 0 – 4 (0 – 2) | AFC Ajax                                                                                            |  |
| Plaats: Ede Sportpark Inschoten           |                                                           |               | 14' Inessa Kaagman 22' Loïs Oudemast 56' Inessa Kaagman 80' Alex Melin                              |  |
| Kwartfinale                               | sc Heerenveen                                             | 0 – 4 (0 – 1) | AFC Ajax                                                                                            |  |
| Plaats: Heerenveen Sportpark Skoatterwâld |                                                           |               | 38' Claudia van den Heiligenberg 70' Marlous Pieëte 72' Desiree van Lunteren (p) 76' Marlous Pieëte |  |
| Halve finale                              | SC Telstar VVNH                                           | 0 – 1 (0 – 0) | AFC Ajax                                                                                            |  |
| Plaats: Velsen-Zuid Telstar Stadion       |                                                           |               | 73' Marlous Pieëte                                                                                  |  |
| Finale                                    | FC Twente                                                 | 3 – 2 (2 – 0) | AFC Ajax                                                                                            |  |
| Plaats: Den Haag Kyocera Stadion          | 14' Shanice van de Sanden 45' Jill Roord 87' Ellen Jansen |               | 63' Chantal de Ridder 89' Kelly Zeeman                                                              |  |

## Statistieken AFC Ajax 2014/2015

### Eindstand AFC Ajax Vrouwen in de Women's BeNe League 2014 / 2015
| Stand | Gespeeld | Gewonnen | Gelijk | Verloren | Punten | Doelpunten voor | Doelpunten tegen | Gele kaarten | Rode kaarten |
| ----- | -------- | -------- | ------ | -------- | ------ | --------------- | ---------------- | ------------ | ------------ |
| 3e    | 24       | 17       | 2      | 5        | 53     | 54              | 20               | 11           | 0            |

### Topscorers
| #      | Naam                         | Goal |
| ------ | ---------------------------- | ---- |
| 1.     | Marlous Pieëte               | 10   |
| 2.     | Desiree van Lunteren         | 9    |
| 3.     | Chantal de Ridder            | 7    |
| 4.     | Eshly Bakker                 | 6    |
| 4.     | Anouk Hoogendijk             | 6    |
| 5.     | Claudia van den Heiligenberg | 4    |
| 6.     | Marjolein van de Bighelaar   | 3    |
| 6.     | Loïs Oudemast                | 3    |
| 7.     | Inessa Kaagman               | 2    |
| 7.     | Kelly Zeeman                 | 2    |
| 8.     | Lauren Delleman              | 1    |
| 8.     | Inessa Kaagman               | 1    |
| Totaal | Totaal                       | 54   |

| #      | Naam                         | Goal |
| ------ | ---------------------------- | ---- |
| 1.     | Marlous Pieëte               | 3    |
| 2.     | Inessa Kaagman               | 2    |
| 3.     | Claudia van den Heiligenberg | 1    |
| 3.     | Alex Melin                   | 1    |
| 3.     | Desiree van Lunteren         | 1    |
| 3.     | Loïs Oudemast                | 1    |
| 3.     | Chantal de Ridder            | 1    |
| 3.     | Kelly Zeeman                 | 1    |
| Totaal | Totaal                       | 11   |

### Kaarten
| #      | Naam                       |    |
| ------ | -------------------------- | -- |
| 1.     | Anouk Hoogendijk           | 2  |
| 1.     | Suzanne Marees             | 2  |
| 2.     | Eshly Bakker               | 1  |
| 2.     | Marjolein van de Bighelaar | 1  |
| 2.     | Lauren Delleman            | 1  |
| 2.     | Merel van Dongen           | 1  |
| 2.     | Petra Hogewoning           | 1  |
| 2.     | Loïs Oudemast              | 1  |
| 2.     | Marieke Ubachs             | 1  |
| Totaal | Totaal                     | 11 |

| #      | Naam        |   |
| ------ | ----------- | - |
| –      | Geen speler | 0 |
| Totaal | Totaal      | 0 |

| #      | Naam        |   |
| ------ | ----------- | - |
| –      | Geen speler | 0 |
| Totaal | Totaal      | 0 |

## Voetnoten
ADO Den Haag · 
 Ajax · 
 Anderlecht · 
 Club Brugge · 
 AA Gent · 
 sc Heerenveen · 
 Lierse SK · 
 Oud-Heverlee Leuven · 
 PEC Zwolle · 
 PSV/FC Eindhoven · 
 Telstar · 
 Standard · 
 FC Twente